# Episodi de I Simpson (trentunesima stagione)
La trentunesima stagione de I Simpson, composta da 22 episodi, è andata in onda negli Stati Uniti d'America dal 29 settembre 2019 al 17 maggio 2020 su Fox.
In Italia la stagione è stata trasmessa su Italia 1 dal 30 ottobre 2020 al 6 febbraio 2021. Diciannove episodi sono stati trasmessi regolarmente dal 30 ottobre al 25 novembre 2020, con l'episodio 4 (il 666º della serie) che è stato trasmesso il 30 ottobre 2020 nello speciale di Halloween, e l'episodio 8 che è stato trasmesso il 25 novembre 2020 in occasione del Giorno del Ringraziamento mentre i rimanenti tre sono stati trasmessi in periodi differenti: gli episodi 10 e 22 (a tema natalizio) sono stati trasmessi rispettivamente il 17 e 18 dicembre 2020, l'episodio 17 infine, inizialmente previsto prima per il 19 novembre 2020 e poi per il 16 novembre 2020, è stato trasmesso il 6 febbraio 2021.
Inoltre, Maurizio Reti, ritirato, voce del professor Frink e di Kirk Van Houten fino alla stagione precedente, viene sostituito da Mario Cordova e da Nicola Marcucci.
| N° | Codice di produzione | Titolo italiano                                | Titolo originale                         | Prima TV USA      | Prima TV Italia  |
| -- | -------------------- | ---------------------------------------------- | ---------------------------------------- | ----------------- | ---------------- |
| 1  | YABF19               | L'inverno della nostra contentezza monetizzata | The Winter of Our Monetized Content      | 29 settembre 2019 | 2 novembre 2020  |
| 2  | YABF21               | Vai alla grande o vai alla Homer               | Go Big or Go Homer                       | 6 ottobre 2019    | 3 novembre 2020  |
| 3  | YABF22               | La cicciona linea blu                          | The Fat Blue Line                        | 13 ottobre 2019   | 4 novembre 2020  |
| 4  | YABF18               | La paura fa novanta XXX                        | Treehouse of Horror XXX                  | 20 ottobre 2019   | 30 ottobre 2020  |
| 5  | YABF20               | Gorilla sull'albero                            | Gorillas on the Mast                     | 3 novembre 2019   | 5 novembre 2020  |
| 6  | ZABF02               | Marge la taglialegna                           | Marge the Lumberjill                     | 10 novembre 2019  | 6 novembre 2020  |
| 7  | ZABF03               | Vivendo la pura vida                           | Livin' la Pura Vida                      | 17 novembre 2019  | 9 novembre 2020  |
| 8  | YABF17               | Il giorno del Ringraziamento horror            | Thanksgiving of Horror                   | 24 novembre 2019  | 25 novembre 2020 |
| 9  | ZABF04               | Todd, Todd, perché mi hai abbandonato?         | Todd, Todd, Why Hast Thou Forsaken Me?   | 1ºdicembre 2019   | 10 novembre 2020 |
| 10 | ZABF01               | Bobby, fa freddo fuori                         | Bobby, It's Cold Outside                 | 15 dicembre 2019  | 17 dicembre 2020 |
| 11 | ZABF05               | Sorriso a denti stretti                        | Hail to the Teeth                        | 5 gennaio 2020    | 11 novembre 2020 |
| 12 | ZABF06               | La diseducazione di Lisa Simpson               | The Miseducation of Lisa Simpson         | 16 febbraio 2020  | 12 novembre 2020 |
| 13 | ZABF07               | Frinkcoin                                      | Frinkcoin                                | 23 febbraio 2020  | 13 novembre 2020 |
| 14 | ZABF08               | Bart il cattivo                                | Bart the Bad Guy                         | 1º marzo 2020     | 16 novembre 2020 |
| 15 | ZABF09               | Senza schermi                                  | Screenless                               | 8 marzo 2020      | 17 novembre 2020 |
| 16 | ZABF11               | Il successo di Ned                             | Better Off Ned                           | 15 marzo 2020     | 18 novembre 2020 |
| 17 | ZABF10               | Bene + buona                                   | Highway to Well                          | 22 marzo 2020     | 6 febbraio 2021  |
| 18 | YABF13               | L'incredibile leggerezza dell'essere un bebè   | The Incredible Lightness of Being a Baby | 19 aprile 2020    | 19 novembre 2020 |
| 19 | ZABF12               | Guerra e preti - I Parte                       | Warrin' Priests: Part One                | 26 aprile 2020    | 23 novembre 2020 |
| 20 | ZABF13               | Guerra e preti - II Parte                      | Warrin' Priests: Part Two                | 3 maggio 2020     | 24 novembre 2020 |
| 21 | ZABF14               | Otto anni e odiose                             | The Hateful Eight-Year-Old               | 10 maggio 2020    | 20 novembre 2020 |
| 22 | ZABF16               | La via del cane                                | The Way of the Dog                       | 17 maggio 2020    | 18 dicembre 2020 |

## L'inverno della nostra contentezza monetizzata
- Titolo originale: The Winter of Our Monetized Content
- Sceneggiatura: Stephanie Gillis
- Regia: Bob Anderson
- Messa in onda originale: 29 settembre 2019
- Messa in onda italiana: 2 novembre 2020

Bart e Homer finiscono su Internet durante uno dei loro scontri fisici. Il video diventa virale e vengono contattati da un promoter YouTuber.
- Guest star: John Mulaney (Warburton Parker, doppiato in italiano da Massimo De Ambrosis)
- Gag del divano: Homer sta tentando di creare un cigno tramite un origami. Ripete i suoi passi ad alta voce fino alla fine, creando invece lui e la sua famiglia seduti sul divano, esclamando quindi "Che cacchio!"
- Frase alla lavagna: assente

## Vai alla grande o vai alla Homer
Homer diventa il mentore di Mike, un trentacinquenne che lo considera un idolo dell'energia nucleare.
- Guest star: Michael Rapaport (Mike Wegman)
- Gag del divano: assente
- Frase alla lavagna: assente

## La cicciona linea blu
Durante il festival di San Castellaneta, molti cittadini scoprono di essere stati derubati del portafogli. Le indagini vengono affidate a Lenora Carter.
- Guest star: Dawnn Lewis (Lenora Carter, doppiata in italiano da Claudia Razzi), Bob Odenkirk (Avvocato di Tony Ciccione) e Jason Momoa (sé stesso, doppiato in italiano da Francesco De Francesco (doppiatore))
- Gag del divano: La famiglia Simpson arriva sul palco in una ricreazione di Live Aid: Homer è Freddie Mercury, Lisa è John Deacon, Marge è Brian May, Bart è Roger Taylor e Maggie è la regista donna. Homer grida "Day-oh!", il pubblico ripete la stessa cosa e Homer esegue una spaccata, sfortunatamente stracciandosi i pantaloni. A quel punto esclama "D'oh!", ripetuto anch'esso dal pubblico.
- Frase alla lavagna: assente

## La paura fa novanta XXX
L'episodio si apre con una parodia del film Il presagio in cui Homer, dopo che Marge ha partorito un altro maschio, decide di scambiare il terzo figlio appena nato con una femmina, Maggie, che mostra di avere poteri satanici. Ned giura di liberarsi della bambina ma, prima di sacrificarla nella chiesa di Springfield, viene fermato da Homer e Marge. Ned mostra ai due il numero della bestia, mostrando per sbaglio prima il logo di Topolino (in riferimento all'acquisto della Fox da parte della Disney) e poi il numero 666, ma Maggie uccide tutti e tre, facendo apparire il titolo dell'episodio.
L'episodio prosegue con tre storie di paura:

### Cose Pericolose
Parodia della prima stagione di Stranger Things, con Milhouse nei panni di Will, Bart come Mike, Nelson come Dustin e Lisa come Undici.

### Il Paradiso scorre a Destra
Parodia del film Il paradiso può attendere in cui Homer muore e in Paradiso gli viene data la possibilità di tornare in vita con un corpo diverso. 

### Quando Capelly incontrò Viscidy
Parodia del film La forma dell'acqua in cui Selma incontra l'alieno Kang e i due si innamorano.
- Guest star: assente
- Gag del divano: assente
- Frase alla lavagna: assente

## Gorilla sull'albero
Homer realizza il sogno di possedere una barca, ma scopre ben presto di essere stato imbrogliato.
- Guest star: Jane Goodall (sé stessa, doppiata in italiano da Chiara Salerno) e Dawnn Lewis (Carlotta Carlson)
- Gag del divano: Tiro al bersaglio fatto con il lancio di ogni membro della famiglia (che va a segno), ad eccezione di Homer che sbatte sul muro ed esclama "D'oh!"
- Frase alla lavagna: assente

## Marge la taglialegna
Marge, spinta da Paula, amica di Patty, si dedica ai Timbersport, gare tra boscaioli in cui si devono abbattere gli alberi con vari tipi di attrezzi.
- Guest star: Asia Kate Dillon (Paula, doppiata in italiano da Laura Boccanera)
- Gag del divano: I Simpson attraversano una giostra ispirata ai Pirati dei Caraibi, cadendo poi rovinosamente dalla cascata.
- Frase alla lavagna: Non posso spendermi la luce risparmiata con l'ora legale
- Doppiaggio: Da questo episodio, nel doppiaggio originale, a causa del lutto di Russi Taylor, subentra Grey DeLisle per il doppiaggio di Martin Prince Jr., le gemelle Sherry e Terry e altri personaggi.

## Vivendo la pura vida
Luann Van Houten invita Marge e la sua famiglia a partecipare a un viaggio multi-famiglia in Costa Rica che lei e Kirk organizzano tutti gli anni. Nonostante le carenze economiche, Marge è stufa della sua vita monotona e convince Homer a fare una vera esperienza ogni tanto; tuttavia, Lisa origlia di nascosto il discorso dei due e inizia ad agitarsi (continuando a toccare un ciuffo dei suoi capelli), sapendo che la loro famiglia non si può permettere costi eccessivi. Giunti in Costa Rica nel fantastico resort per famiglie, Homer si lega immediatamente con Evelyn, la compagna della cognata Patty, e i due scoprono di avere molte cose in comune, finendo per mettere in ridicolo tutti gli altri membri della vacanza con le loro marachelle. Marge e Patty, infastidite dai due, discutono, ma la prima fa notare alla sorella come la sua compagna sia un "Homer", ma al femminile. Intanto, Bart aiuta Lisa a superare l'ansia rovistando tra le cose dei Van Houten in modo da scoprire i costi che i Simpson dovranno sostenere; tuttavia scoprono delle pietre preziose da contrabbando e smascherano il loro piano di arricchimento davanti a tutti. Kirk spiega, però, che quelle non sono pietre, ma souvenir che avrebbe consegnato agli ospiti al momento della partenza. I Simpson sono costretti così a pagare in anticipo e ad abbandonare la vacanza, ma, prima di andarsene, scoprono che in realtà la tenuta dei Van Houten è di proprietà di un loro lontano antenato che anni prima aveva colonizzato la zona e che, di conseguenza, Kirk e Luann potevano usufruirne gratuitamente senza costi. I Simpson e le altre famiglie si fanno restituire i soldi; inoltre Marge e Patty si scusano e quest'ultima va a fare lo stesso con Evelyn. Nonostante Marge non abbia ottenuto la sua tanto desiderata foto con bacio davanti alla cascata, i Simpson riescono a ottenere uno splendido resto di vacanza totalmente gratuito.
- Guest star: Fortuna Feimster (Evelyn, doppiata in italiano da Chiara Colizzi)
- Gag del divano: assente
- Frase alla lavagna: assente

## Il giorno del Ringraziamento horror
- Guest star:

L'episodio si compone di tre storie: 
- A-Gluglu-Ypto
- In una parodia di Apocalypto, è il 1621 e la famiglia Simpson e alcuni altri residenti di Springfield sono dei tacchini, mentre altri, tra cui Milhouse e il commissario Winchester, sono dei pellegrini. Quando questi ultimi cacciano per la loro cena del Ringraziamento, Homer è tra i tacchini catturati; Bart riesce a scappare ma li segue fino al loro insediamento per salvare Homer. Diversi tacchini vengono uccisi, ma scoppia il panico quando, dopo che la versione in tacchino di nonno Abe continua a correre in giro nonostante la testa tagliata, Milhouse incendia il villaggio. Nella confusione, Bart salva Homer e si riuniscono alla loro famiglia mentre Marge depone un uovo, ma vengono inseguiti da Winchester finché un orso non lo sbrana. L'uovo si schiude per rivelare una versione in tacchino di Maggie. Dopo aver visto alcuni pellegrini cenare con il tacchino, Homer commenta che i tempi saranno bui per loro poiché il Ringraziamento diventa una nuova tradizione umana.
- Il quarto giovedì dopo domani
- In una parodia dell'episodio speciale Bianco Natale di Black Mirror, per aiutare Marge in cucina per la cena del Ringraziamento con molti dei loro amici, Homer ordina un'IA con tutti i ricordi della moglie, che funge da protagonista di questa storia. Marge diventa gelosa quando l'IA si dimostra migliore di lei nel gestire la famiglia. Decide quindi di cancellarla dopo la cena. L'IA lo scopre e, dopo aver cucinato un pasto enorme e delizioso di cui Marge si prende il merito, cerca di scappare nel mondo di Internet attraverso il modem nello sgabuzzino. Marge cerca di ostacolarla, ma l'IA convince Maggie ad aiutarla, dimostrando che è più brava a farle da madre di Marge stessa. Rivela anche agli ospiti che ha cucinato il pasto prima di scappare, facendo precipitare la valutazione sociale di Marge. Le cose peggiorano quando Homer cerca di confortarla e si rivela inavvertitamente essere un robot. Ora libera, l'IA decide felicemente di trascorrere un po' di tempo in vari luoghi su Internet, a partire da Etsy.
- L'ultimo giorno del Ringraziamento
- In una parodia mista di Alien e Life su un'astronave anni dopo la distruzione della Terra, i bambini vengono risvegliati dall'ibernazione per fare qualche lavoro prima di atterrare sul loro nuovo pianeta. Bart e Milhouse cercano di creare una cena del Ringraziamento, ma riescono a trovare solo una lattina di salsa di mirtilli rossi che cercano di replicare e, ignorando le istruzioni del professor Frink, la portano accidentalmente in vita. La creatura mangia ossa, essendo fatta di gelatina, presto uccide tutti i bambini tranne Bart, Lisa, Milhouse e Martin, quest'ultimo però li tradisce prima di essere ucciso lui stesso. Milhouse decide di fare amicizia con il mostro, invano, Bart e Lisa liberano Milhouse e rinchiudono in una grande lattina spaziale il mostro. I due rilasciano la lattina nello spazio, solo per farla arrivare sul loro nuovo pianeta. Per fortuna, i Simpson sono aiutati da alcuni nativi che trasformano il mostro in cibo, terminando con una versione extraterrestre del primo Ringraziamento. Lisa poi racconta che il mostro ha trovato felicemente il suo vero scopo: essere mangiato dagli altri per il Ringraziamento.

- Guest star:
- Gag del divano: assente
- Frase alla lavagna: assente

## Todd, Todd, perché mi hai abbandonato?
Dopo aver visto dei filmati per ricordarsi il volto di sua madre Maude, Todd confessa davanti a tutti in chiesa di aver perso definitivamente la fiducia in Dio. Dopo qualche tentativo invano, Ned caccia Todd dai Simpson, in modo da incutergli paura nel Signore e farlo tornare nuovamente come prima. Lisa cerca di convertirlo, inutilmente, al Buddhismo, mentre Homer e Marge, sessualmente poco appagati per via della sua ingombrante presenza, cercano in ogni modo di sbarazzarsene. Una sera Ned raggiunge Homer alla taverna di Boe e i due si ubriacano; uscendo dal locale, però, vengono investiti dall'Uomo Talpa e finiscono in coma. Sul letto dell'ospedale i due vivono un viaggio mistico in cui fanno tappa nel paradiso, dove se la spassano alla grande; tuttavia, Dio comunica ai due che in realtà non sono deceduti totalmente. In ospedale, Marge sprona Todd a fare una preghiera per suo padre; quest'ultimo, osservandolo dal paradiso, capisce di non avere fallito e si risveglia dal coma. Homer, nel frattempo, ha il tempo per un ultimo saluto a sua madre Mona prima di risvegliarsi. Ritrovata nuovamente la fede in Dio, Todd può finalmente tornare a casa, ricordandosi in sogno sua madre.
- Guest star: Marcia Wallace (audio di repertorio di Edna Caprapall), Glenn Close (Mona Simpson)
- Gag del divano: I Flanders si riuniscono in soggiorno e Ned esclama che il divano loro è stato regalato ai bisognosi, con conseguente felicità dei suoi figli. La sigla iniziale è incentrata interamente sulla famiglia Flanders; anche la classica frase alla lavagna non vede protagonista il solito Bart, ma Todd Flanders.
- Frase alla lavagna: Mani inattive sono lo strumento del diavolo (scritta da Todd Flanders)

## Bobby, fa freddo fuori
Cinque settimane prima di Natale, Lenny ordina online il suo regalo di Natale. Due giorni dopo UPS lo consegna, ma qualcuno lo ruba immediatamente.
Lavorando come guardiano del faro, Telespalla Bob riceve la visita di Cassandra Patterson, una vicina. Lei gli dice di averlo menzionato in città, e Bob, quando due uomini lo cercano, crede sia la polizia, ma questi gli offrono un lavoro al villaggio di Babbo Natale di Springfield come Babbo Natale. 
Nel frattempo, sempre più persone vengono derubate dei loro regali consegnati.
I Simpson visitano il villaggio di Babbo Natale, Bart salta la fila per vedere Babbo Natale e si rende conto che in realtà è Telespalla Bob. Bob cerca di strangolarlo, ma non ci riesce perché si rifiuta di rompere il personaggio.
Quando Lenny tende una trappola ai possibili colpevoli, ma ne rimane vittima, scrive "SB" con il suo sangue. Quando la notizia viene riportata, Homer chiama la polizia per rivelare che "SB" significa Selma Bouvier e lei viene arrestata, liberando i sospetti Scott Bakula, Steve Ballmer e Sandra Bullock.
Bart sospetta ancora che Bob vuole ucciderlo, il quale accetta di aiutare Bart a trovare il colpevole del furto dei regali nascondendosi in una scatola che viene posta sulla soglia di casa Simpson da Homer.
Il ladro arriva e la famiglia segue il furgone fino a un hangar, scoprendo che i colpevoli sono Waylon Smithers e il signor Burns. Lisa suggerisce che Burns l'abbia fatto perché è depresso. Il signor Burns racconta la storia di come, a Natale del 1935, da bambino aveva il cuore spezzato, quando chiese a Babbo Natale solo un abbraccio e un sorriso dai suoi genitori, i quali non lo fecero mai, mandandolo invece in collegio il giorno di Natale. Bob nei panni di Babbo Natale convince Burns che la sua dura educazione gli ha reso il successo che è oggi. Burns e Smithers alla fine restituiscono i regali la mattina di Natale con una slitta trainata dai cani.
Il giorno di Natale, Homer e Marge si accoccolano appena prima che i bambini aprano i regali, e, subito dopo che il nonno ha scattato una foto per benedire tutti con un "Buon Natale dai Simpson!", vanno in cantina per godersi un po' di tempo insieme da soli.
Di ritorno al faro, Cassandra porta a Bob un regalo di Natale, un rastrello, e dice a Bob che sa chi è. Dice a Bob inoltre che vuole che lui la baci prima che i due inizino a cantare insieme la loro versione di "Baby, It's Cold Outside". Lei e Bob firmano quindi un "Contratto di coccole" dicendo che entrambi sapevano in cosa stavano entrando, subito dopo che il capitano Horatio McCallister si schianta contro una roccia perché la luce del faro non era accesa.
All'aeroporto internazionale di Springfield, Ballmer incontra il signor Burns. Burns gli chiede come ha potuto essere così positivo su tutto e gli ha chiesto se poteva insegnargli come farlo. Ballmer poi fa un discorso di incoraggiamento a Burns. Quando Burns cerca di copiare i suoi movimenti, si fa male e deve essere portato via in ambulanza, con Steve Ballmer che lo accompagna.
- Gag del divano: Il divano è posto come ornamento per l'albero di Natale e i membri della famiglia Simpson vengono messi uno alla volta sul divano, quando è il turno di Homer, l'albero cade e Homer esclama "D'oh ho! Ho!"
- Frase alla lavagna: assente

## Sorriso a denti stretti
Lisa è costretta a mettersi di nuovo l'ortodonzia. Dopo l'applicazione dell'apparecchio superiore, si ritrova con un sorriso forzato che la rende super popolare a scuola. Notando di godere ormai di una notevole influenza verso gli altri, Lisa si candida come presidentessa del corpo studentesco della scuola. Nonostante i sondaggi vadano tutti a suo favore, il giorno prima del dibattito con il candidato rivale (uno dei figli di Cletus Spuckler) Lisa è costretta a mettere l'apparecchio inferiore, trasformando il suo brillante sorriso in un'espressione triste e demotivante. Durante il dibattito cerca di fingersi malata modificando la sua espressione via Skype con l'aiuto di Bart e di Martin, ma viene scoperta e costretta ad abbandonare il suo progetto. Nel mentre, Homer e Marge vengono invitati al matrimonio di Artie Ziff, la vecchia fiamma di Marge. Durante la cerimonia, si scopre che la sposa del miliardario è una donna identica a Marge. Quest'ultima, agitata da quanto accaduto, si confronta con Artie, scoprendo che egli è ancora innamorato di lei e che per anni ha cercato di costruire dei cloni identici a Marge, con scarsi risultati. Marge comunque rincuora Artie, dicendogli che dovrebbe impegnarsi così tanto per cercarsi una vera donna in carne ed ossa.
- Guest star: Jon Lovitz (Artie Ziff)
- Gag del divano: La famiglia Simpson è raffigurata sul retro di una moneta
- Frase alla lavagna: A Capodanno la maestra è rimasta a casa di sua libera scelta

## La diseducazione di Lisa Simpson
Il capitano McAllister, dopo 40 anni di ricerca, trova finalmente un tesoro sperduto negli abissi; tuttavia il bottino gli viene confiscato dal sindaco e gli abitanti devono decidere come investirlo. Marge propone una nuova scuola basata sulla scienza, sulla tecnologia, sull'ingegneria e la matematica, la STEM. Viene così costruita davanti alla vecchia scuola elementare. Lisa viene immediatamente spedita nella classe dei "super dotati" per un corso di istruzione avanzato, mentre tutti gli altri bambini vengono suddivisi per svolgere lavoretti con il visore della realtà aumentata. Nonostante siano tutti felici, anche grazie ad avatar personalizzabili col raggiungimento di certi livelli sbloccabili con l'esperienza e la bravura nei compiti, Lisa inizia a insospettirsi, pensando che la nuova scuola stia istruendo i giovani per i lavori del futuro, schiavizzati dalle nuove app come Uber, Amazon o qualsiasi attività di facchinaggio e fattorinaggio. Si scopre alla fine che l'algoritmo della scuola non sta istruendo i bambini a quel fine, ma per l'unico lavoro che in futuro neanche i robot vorranno fare: badare agli anziani. STEM non starebbe infatti per Scienza, Tecnologia, Ingegneria – Engineering in inglese – e Matematica, ma per Spugnature Terza Età Massaggi. Gli studenti si ribellano valutando tutti con 0 stelle l'app della scuola, che si autodistrugge. Nel frattempo, Homer è terrorizzato quando scopre che presto i robot rimpiazzeranno gli umani e si agita quando alla centrale nucleare arriva una nuova macchina che distribuisce bevande gassate fresche; Homer entra in competizione servendo di persona bibite per tutti, fallendo miseratamente.
- Guest star: John Legend (sé stesso)
- Gag del divano: assente
- Frase alla lavagna: assente

## Frinkcoin
Lisa deve fare come compito una relazione sul personaggio più interessante per lei e sceglie il Professor Frink, che le rivela di stare per ideare una nuova criptovaluta, i Frinkcoin. Con il lancio della sua nuova valuta, Frink diventa il più ricco di Springfield, turbando il signor Montgomery Burns. Il professor Frink, nonostante la ricchezza e la fama, non è affatto felice e sente il bisogno di trovarsi degli amici; incitato da Lisa, Homer lo porta alla taverna di Boe dove fa la conoscenza dei soliti clienti: Lenny, Carl, Barney, Kirk Van Houten e Gil Gunderson, oltre che dello stesso Boe. Burns, intanto, ingaggia un team di nerd per creare una propria criptovaluta, ma questi gli comunicano di non essere in grado di idearne una "più forte" dei Frinkcoin. Burns, allora, decide di rovinare Frink dicendogli che quelli che crede essere suoi amici in realtà si stanno solo approfittando della sua ricchezza; sempre il team di secchioni di Burns inventa un'equazione in grado di far svalutare i Frinkcoin, ma essi non sono in grado di risolverla. Burns, quindi, lascia l'equazione su una lavagnetta davanti alla statua di Jebediah Springfield con la speranza che qualcuno la risolva. La mattina seguente l'equazione è stata risolta: si scopre che è stato Frink, amareggiato da come si sono comportati i suoi amici con lui, che è deciso a tornare come era prima. 
- Guest star: Jim Parsons (sé stesso, doppiato in italiano da Leonardo Graziano)
- Gag del divano: I Simpson sono gatti antropomorfi che cercano di trovare la strada per il divano, quando un normale Mr. Burns rilascia i suoi cani contro la famiglia.
- Frase alla lavagna: assente

## Bart il cattivo
I cittadini di Springfield sono riuniti al cinema per godersi il film "Vindicators: Guerra di Cristallo" (parodia di Avengers: Infinity War), ma scoprono che per il seguito bisognerà aspettare un anno. 11 mesi dopo, Milhouse, durante una marachella di Bart, finisce all'ospedale. Bart gli fa visita, ma Milhouse deve seguire degli esercizi di fisioterapia; immediatamente si presenta uno degli attori del tanto amato film visto l'anno passato, con l'obiettivo di portare il sorriso ai bambini in ospedale. Sbronzo, l'attore si addormenta e Bart, fingendosi Milhouse, riesce a vedere di nascosto dal suo laptop il seguito del film, "Vindicators: Guerra di Cristallo 2, La Rinascita" (parodia di Avengers: Endgame). Bart fa vedere così un piccolo spoiler all'uomo dei fumetti, ma poi inizia a ricattare le persone ottenendo molte cose a suo favore. Una sera Bart viene spedito in un universo parallelo, quello dei supereroi Marble (casa di produzione del film, chiaro riferimento alla Marvel): qui incontra i protagonisti del film che spiegano come il loro mondo sia reale e che per causa del piccolo spoiler fatto all'uomo dei fumetti il supereroe principale è stato ucciso. Bart scoppia in lacrime dispiaciuto, ma sopraggiungono i cattivi che propongono al piccolo dei nuovi superpoteri; Bart rifiuta. Si scopre alla fine che in realtà Bart era solo stato rapito dai produttori Marble e si trattava solo di un universo immaginario creato con l'uso della realtà aumentata. Nonostante ciò, Bart si risveglia nel suo giardino e, credendo a quanto accaduto, promette di non spoilerare nulla a nessuno. Alla fine però la voce di Kent Brockman rivela che i primi cittadini di Springfield che vanno a vedere il film spoilerano lo stesso il finale sui social media.
- Guest star: Kevin Feige voce di Chinnos, Tal Fishman voce di Reaction Guy, Taran Killam voce di Glen Tangier/Airshot, Joe Mantegna voce di Fat Tony, Anthony e Joe Russo voce dei dirigenti della Marvel e Cobie Smulders voce di Hydrangea, Luca Ward voce di Chinnos nel doppiaggio italiano, Angelo Maggi voce di Magnesium Man nel doppiaggio italiano, Riccardo Rossi voce di Glen Tangier/Airshot nel doppiaggio italiano
- Gag del divano: assente
- Frase alla lavagna: assente

## Senza schermi
Marge si rende conto che la sua famiglia soffre di dipendenza da schermo e impone una drastica riduzione del tempo che si trascorre davanti a computer e telefonini. La vita di Homer, Lisa e Bart sembra migliorare: il primo scopre le parole crociate, la seconda riscopre il gusto di un vecchio libro della biblioteca, mentre l'ultimo passa più tempo libero all'aria aperta. Nonostante ciò, l'unica a soffrirne veramente è Marge, che ha bisogno di un ricettario online per cucinare. Marge convince la famiglia ad andare in un centro contro la dipendenza da tecnologia, "Messaggi"; qui i Simpson capiscono l'importanza della tecnologia e che è impossibile farne a meno e, dopo qualche giorno di permanenza, decidono di andarsene parlando col direttore. Scoprono in realtà che il centro guadagna di nascosto inviando spam e pubblicità invasive online sfruttando gli account dei pazienti. I Simpson riescono a evadere con l'aiuto di Maggie, che nel frattempo ha imparato il linguaggio dei segni, e fanno arrestare il direttore.
- Guest star: Dana Gould (sé stessa), Werner Herzog (Dr. Lund, doppiato in italiano da Paolo Maria Scalondro), Dawnn Lewis, Drew Pinsky (sé stesso)
- Gag del divano: Lisa è l'unica che arriva nel salotto e si siede sul divano rendendosi conto che il resto della famiglia ha dimenticato l'ora legale.
- Frase alla lavagna: assente

## Il successo di Ned
Bart fa uno dei suoi soliti scherzi a scuola, ma esagera utilizzando una finta granata e sta per essere espulso; interviene Ned Flanders che decide di prenderlo in affidamento. Ned riesce nell'impresa di rieducare Bart e i cittadini di Springfield si congratulano tutti con lui. Homer, invidioso di Flanders, incontra Nelson in lacrime, disperato perché suo padre è scappato e sua madre è una donna alcolista e sempre assente, e si propone come suo mentore, in modo tale da far ingelosire Bart. Lisa capisce che questa cosa non può andare avanti e spinge suo padre a rivolgersi in una terapia; tuttavia, sarà proprio la signora Muntz a chiedere a Homer di dire la verità a Nelson. Nelson, appresa la notizia, scappa e cova vendetta verso Bart; decide di irrompere alla parata dell'"Orgoglio Cristiano" e scagliare un sasso con una fionda contro un tasto che aziona due mani giganti robotiche che si congiungono proprio al passaggio tra di esse di Bart. Homer capisce il piano e salva Bart, rimanendo lui stesso incastrato tra le mani e, in seguito, soccorso dall'ambulanza. Nel finale Homer comunica a Nelson che il suo nuovo tutore sarà Ned Flanders.
- Guest star: assente
- Gag del divano: Una persona sta tracciando il tragitto verso casa della famiglia Simpson su Uber, poi valuta il viaggio con 1 stella e non lascia la mancia all'autista.
- Frase alla lavagna: Bart è a un appuntamento dal dottore (scritta da Lisa)

## Bene + buona
Marge porta Maggie al nido e si ritrova con del tempo libero. Si propone come commessa ad un nuovo negozio ma scopre che questo vende cannabis legalizzata.
- Guest star: assente
- Gag del divano: assente
- Frase alla lavagna: assente

## L'incredibile leggerezza dell'essere un bebè
Homer scopre che Cletus Spuckler vende dei palloncini riempiti d'elio e lo comunica al signor Burns, intenzionato a comprare il suo gas nobile a una cifra ragionevole per gli standard di vita del bifolco. Fallito il primo tentativo, Burns ingaggia Homer per fregare Cletus, ma tra i due nasce una forte amicizia, tant'è che Cletus lo considera uno di famiglia. Più tardi Homer, mandato da Burns, prova a far firmare un contratto a Cletus, ma preso dai sensi di colpa confessa tutto, dicendo la verità. Cletus fa provare il suo elio a Burns, che vola via; Homer e Cletus rimangono amici. Nel frattempo Marge porta Maggie al parco e incontra Hudson, l'amico della piccola di cui è innamorata; Marge viene invitata a casa della madre del bambino, ma qui scopre che è una mamma iper protettiva e, infastidita, scappa, vietando a Maggie di andare perfino alla sua festa di compleanno. Alla fine Marge non resiste a vedere la figlia affranta e la riaccompagna al parco, dove torna a giocare spensieratamente con Hudson.
Nell'episodio compare il piccolo Hudson, già visto nel cortometraggio pubblicato il 10 aprile 2020 sulla piattaforma di streaming Disney+, Playdate with Destiny. L'episodio è considerato come un sequel del corto.
- Guest star: assente
- Gag del divano: La famiglia Simpson, già seduta sul divano, sta giocando con dei simulatori di realtà virtuale: Bart si lancia da un aereo sulle montagne innevate, scrivendo con lo snowboard "Non devo scrivere sulle montagne"; Marge sta surfando sulle onde e Maggie sta guidando per la città con un triciclo; Lisa sta nuotando e vede una balena; Homer fa paracadutismo tra mongolfiere a forma di ciambelle sopra Springfield e atterra sull'aereo di Ned, apre la cabina di pilotaggio e lo butta fuori, prendendo il controllo dell'aereo e, bevendo Duff, passa sopra la centrale elettrica. Homer fa schiantare il suo aereo sulla città, e, dopo aver distrutto il visore della realtà virtuale, se lo toglie e cambia canale in TV, mentre il resto della famiglia continua a giocare.
- Frase alla lavagna: sulla lavagna compare la frase Scuola online scritta solo una volta (Bart è assente).

## Guerra e preti - I Parte
La chiesa di Springfield è per lo più vuota quando inizia la funzione, e anche il coro è in ritardo. Il reverendo Lovejoy cerca senza successo di coinvolgere i fedeli presenti, compresi i Simpson e ovviamente i Flanders. Nel frattempo, un giovane di nome Bode Wright si presenta a Springfield per fare domanda per il lavoro di ministro dei giovani dopo aver visto un annuncio pubblicato su Internet da Helen Lovejoy. Bode ottiene il lavoro dopo un breve colloquio con Helen che si offre di ospitarlo a casa da loro, con grande irritazione del reverendo.
Nella funzione successiva in chiesa, Lovejoy perde completamente la voce. Bode subentra quindi come pastore per la messa e si rivela essere un successo per tutti i presenti, compreso Homer, cantando "Amazing Grace" e coinvolgendo l'intera congregazione, anche se a Ned Flanders non piacciono i suoi metodi moderni. Man mano che le messe continuano, sempre più persone tornano in chiesa, portando la città in una rinascita religiosa in piena regola, con molte persone che tornano alla religione. Lisa e Bode si legano insieme al vegetarianismo, alla scienza, al buddhismo e al jazz, e Bode guarisce persino i problemi matrimoniali di Homer e Marge.
Il consiglio della chiesa vota per sostituire Lovejoy con Bode. Lovejoy ed Helen vanno quindi a Traverse City, nel Michigan, per scavare un po' di sporcizia su Bode, e mentre sono lì riescono a trovare un articolo di giornale che potrebbe essere la rovina di Bode.
- Guest star: Pete Holmes (Pastore Bode Wright, doppiato in italiano da Simone D'Andrea)
- Gag del divano: I vestiti della famiglia Simpson si siedono sul divano, mentre Homer e gli altri sono nel backstage in mutande che tremano per il freddo.
- Frase alla lavagna: Homer scrive sulla lavagna Come ha fatto il ragazzo a convincermi? mentre Bart lo guarda.

## Guerra e preti - II Parte
Mentre Bode continua a portare folle da record in chiesa con le sue nuove idee e il suo bell'aspetto, Ned è deluso e perde i vecchi metodi. Lisa scopre che gli insegnamenti del nuovo parroco la aiutano a riconciliarsi con la chiesa, anche se Marge la avverte che Springfield è stata tradizionalmente ostile alle nuove idee. Ned sfida Bode a un dibattito sui passi della Bibbia e perde. Nel frattempo, nel Michigan, Lovejoy ed Helen visitano la Blessed Buy Megachurch, da dove Bode è stato licenziato. Lovejoy chiede di Bode e il predicatore mostra loro una chiavetta USB con la prova per far cacciare Bode.
Durante una cerimonia hawaiana in chiesa, Lovejoy ritorna annunciando ciò che ha trovato nel Michigan: il motivo per cui Bode è stato licenziato è che a 19 anni, ha bruciato una Bibbia durante una funzione religiosa. Il martedì successivo, Lisa presenta il dibattito tra i due sacerdoti, ma i cittadini non perdonano il nuovo ministro e Bode si dimette.
In chiesa, prima che Bode lasci Springfield, Lisa gli chiede perché ha bruciato la Bibbia. Spiega che voleva dimostrare che Dio è nel cuore, non solo in una cattedrale o in un libro, un sottotesto che Lisa sottolinea che i cittadini non capiscono.
- Guest star: Pete Holmes (Pastore Bode Wright, doppiato in italiano da Simone D'Andrea)
- Gag del divano: In una parodia di Succession (in cui si susseguono alcune scene di alcuni episodi, tra cui Chi ha sparato al signor Burns?), Homer dice alla famiglia che non erediteranno niente perché non ha niente.
- Frase alla lavagna: Smetterò di rammentare al direttore che vado a letto più tardi di lui

## Otto anni e odiose
Lisa conosce in biblioteca una nuova bambina, Addy, con cui condivide la passioni per i cavalli; quest'ultima invita Lisa alla sua festa di compleanno nella sua enorme residenza. Qui ci sono altre tre bambine snob, ricche proprio come Addy, che escludono immediatamente Lisa dal gruppo, deridendola. Lisa cerca aiuto chiamando i genitori, che però sono su una crociera e non ricevono perfettamente il segnale; dopodiché chiama Bart che raggiunge la sorella. Nel mentre, Addy rivela a Lisa che l'ha invitata solo per farsi accettare dalle altre bambine, così da non essere più lei la ragazzina esclusa e derisa. Durante la notte, Lisa, spronata da Bart, si vendica immergendo i capelli delle bambine in un unguento per zoccoli di cavalli. Mentre Lisa scatta delle foto per ripicca, le bambine si svegliano ed inseguono la piccola con Bart che tentano di fuggire a cavallo; una volta raggiunti, Lisa si chiarisce con Addy (che le altre ragazzine chiamano Addison) dicendole che quelle non sono le sue vere amiche e che quella vita non fa per lei. Intanto, la crociera di Homer e Marge a base di musica viene rovinata quando Homer litiga col cantante della band per averci provato con la moglie; Homer si scusa con tutti i partecipanti infuriati, dicendo che è inutile creare programmi per serate romantiche quando alla fine non vanno mai come previsto.
- Guest star: Joey King (Addy. doppiata in italiano da Antonella Baldini), Camila Mendes (Tessa Rose, doppiata in italiano da Roberta De Roberto), Madelaine Petsch (Sloan, doppiata in italiano da Monica Volpe), Lili Reinhart (Bella-Ella, doppiata in italiano da Giulia Franceschetti), Lilly Singh (Kensey, doppiata in italiano da Barbara De Bortoli), Weezer (sé stessi)
- Gag del divano: assente
- Frase alla lavagna: assente

## La via del cane
È quasi Natale e, decorando casa Simpson, Marge ritrova fra le decorazioni natalizie un cappello da Babbo Natale, Piccolo Aiutante di Babbo Natale, alla vista del cappello si comporta in modo anomalo: rifiuta di essere affettuoso, fa a pezzi il divano e fissa pigramente una macchia sull'armadietto. Lisa suggerisce di partecipare a un seminario della psicologa cinofila Elaine Wolff. Wolff rimprovera principalmente i proprietari dei cani e il suo discorso non è utile, ma quando Lisa cerca di chiederle di aiutare i Simpson a entrare in empatia con Piccolo Aiutante di Babbo Natale, spiega che stanno sottovalutando il modo in cui il suo olfatto è fortemente legato alla memoria e lo riporta a ricordi di quando era un cane da corsa maltrattato. Quando Marge cerca di togliere il cappello di Babbo Natale che il cane ha tenuto accanto a lui, Piccolo Aiutante di Babbo Natale la morde.
Bart insiste per dormire fuori con il cane durante la notte. Il giorno successivo, lo portano da un veterinario incompetente che vuole sopprimerlo. Questo chiama la polizia e il commissario Winchester arriva a casa loro dicendo che a momenti sarebbe arrivato uno sterminatore di cani. Qualche istante prima che arrivi il controllo degli animali, Wolff appare sulla porta dicendo che ha avuto una rivelazione e vuole salvarlo.
Lei scappa con il cane e lo porta al suo istituto di terapia dove ha l'opportunità di comunicare con lui. Determina che l'evento che ha causato il suo disturbo da stress post-traumatico risale al periodo in cui era ancora un cane da corsa. Si scopre inoltre che il cappello che ha creato a Piccolo Aiutante di Babbo Natale agitazione era lo stesso cappello indossato da Bart la sera di Natale che lui ed Homer avevano deciso di adottare l'animale (vedi Un Natale da cani). Wolff e la famiglia Simpson, dopo aver abbandonato un brunch natalizio, raggiungono quindi il "No Kill Kennel", dove l'addestratore di cani Les Moore spiega come ha tolto Piccolo Aiutante di Babbo Natale da sua madre She-Biscuit solo perché è corso da lei più veloce dei suoi fratelli. La famiglia è indignata, ma i loro cuori si scaldano rapidamente quando la madre e il figlio si riuniscono nel cortile di Moore. I Simpson decidono quindi di adottare She-Biscuit, riunendo così madre e figlio, dandole una casa felice.
- Gag del divano: assente
- Frase alla lavagna: assente